# Symphorose de Tivoli
Symphorose de Tivoli est la mère de sept frères, dénommés les « Sept-Saints de Tibur », martyrisés sous le règne de l'empereur romain Hadrien vers 135 à Tibur (aujourd'hui Tivoli). Elle est sanctifiée.
Les sept frères légendaires sont Crescent, Julien, Némèse, Primitif, Justin, Stactée et Eugène ; fêtés le 18 juillet. Son mari est Gétule de Tivoli, également martyrisé et sanctifié. Les restes des deux martyres ont été inhumés dans l'église Sant'Angelo in Pescheria à Rome.